# Битка код Смоленска (1941)
Прва битка код Смоленска је била прва велика битка током операције Барбароса у Другом светском рату која је значајно успорила напредовање Вермахта у Совјетском Савезу. Битка се одиграла око града Смоленска између 10. јула и 10. септембра 1941, тј. цела два месеца око 400 километара западно од Москве. У том тренутку Вермахт је напредовао 500 километара у СССР без већих потешкоћа у само 18 дана колико је протекло од почетка инвазије 22. јуна 1941.
Вермахт је на бојиште довео 2. и 3. оклопну групу групе армија Центар, док је Црвена армија на бојиште довела Западни фронт, Резервни фронт, Централни фронт и Брјански фронт. На крају су совјетске 16, 19. и 20. армија окружене и уништене јужно од Смоленска, мада су значајни делови 19. и 20. армије успели да се извуку из џепа.
Иако је битка била краткорочно огромни успех за Хитлера, губици у људству и материјалу које је претрпео Вермахт током ове битке су били огромни и заједно са двомесечним кашњењем продора ка Москви су се показали као одлучујући фактор у поразу Вермахта у бици за Москву три месеца касније у децембру 1941.

## Позадина
Током операције Барбароса, немачка група армија Центар (2, 9. и 4. оклопна армија) избила је почетком јула 1941. предњим деловима на реку Дњепар, од Лојева до Орше, затим до Витебска и на реку Двину до Дрисе. Истовремено, сматрајући да је совјетски Западни фронт, због ранијих губитака, јако ослабљен, група армија Центар предузела је 10. јула офанзиву ради уништења совјетских снага на простору Орша-Витебск-Смоленск и омогућавања даљег спровођења плана Барбароса. Претходног дана, 9. јула, немачка 3. оклопна армија заузела је Витебск.

## Битка
Немачка 2. оклопна група надирала је главним правцем Шклов-Јељња, а помоћним од Бихова према Рослављу, док је 3. оклопна група надирала главним снагама од Витебска према Духовшчини, а помоћним према Великије Луки. Истовремено, немачка 2. армија (иза 2. оклопне групе) надирала је према Рослављу, а 9. армија (иза 3. оклопне групе) према Великије Луки. Немци су укупно ангажовали око 55 дивизија.
Совјетски Западни фронт (маршал Семјон Тимошенко) у то време имао је 7 армија, од којих 4 са 39 пешадијских дивизија, 145 тенкова и 389 авиона на положајима I ешелона од Идрице на северу до Речице на југу, а 3 армије у другом ешелону и у прикупљању.
Немачке оклопне снаге образовале су 11. јула мостобране на левој обали Дњепра код Шклова и Бихова и 12. јула продужиле продор према истоку: у рејону Могиљова окружиле су неке делове (4. пешадијска дивизија и део 20. оклопног корпуса) совјетске 13. армије, који су до 26. јула пружали отпор, и тада подлегли због велике надмоћности противника. Истовремено, совјетска 4. армија вршила је противнапад против главнине немачке 2. оклопне групе, а 16. армија организовала је непосредну одбрану Смоленска. У току 10. и 11. јула пристигла совјетска 19. армија је, такође, вршила противнападе, али није могла да заустави немачку 3. оклопну групу, те су Немци 12. јула раздвојили совјетску 19. армију од 20. армије и 20. јула заузели Јарцево. Упркос свим совјетским противнападима, немачка 2. оклопна група овладала је 15. јула јужним предграђима Смоленска, а 20. јула Јељњом, чиме су се делови совјетске 19, 16. и 20. армије нашли у полуокружењу, али су продужили борбу, снабдевани из ваздуха. Тиме су створени услови за прикупљање совјетских стратегијских резерви и организацију даљне одбране правца према Москви. У међувремену, на левом крилу Западног фронта, совјетска 21. армија прешла је 13. јула Дњепар, ослободила Рогачев и Жлобин, продужила надирање према Бобрујску и тако зауставила немачку 2. армију. У то време немачка 9. армија надирала је према Великије Луки. У току ове битке за Смоленск, 14. јула совјетске јединице су први пут употребиле вишецевне ракетне бацаче (каћуше).
Да би што сигурније бранила правац према Москви, совјетска Врховна команда развила је већ 14. јула иза западног фронта 4 резервне армије (29, 30, 24. и 28) са задатком да бране фронт на линији Стараја Руса-Острашков-Јељња-Брјанск и заштите правац према Москви. Затим, 20. јула од снага Резервног фронта формирала је 5 армијских група (16 стрељачких дивизија и 4 оклопне дивизије), а 24. јула од 13. и 21. армије Западног фронта формирала је Централни фронт, са задатком да се пробију према Смоленску, окруже и униште немачке снаге. Но, напади совјетских снага нису извршени истовремено, те до 27. јула нису дали жељене резултате: немачки оклопни клинови од Јарцева и Јељње спојили су се 27. јула код Соловјева и тиме су совјетских 12 пешадијских дивизија из 16. и 20. армије потпуно окружене, али су на унутрашњем фронту окружења везале 10 немачких дивизија, а на спољном 8 пешадијских дивизија.
Совјетска команда Западног фронта решила је крајем јула да се делови 16. и 20. армије пробију из окружења. Да би се то олакшало, армијска група Константина Рокосовског (3 стрељачке дивизије) извршила је 27. јула напад из рејона Јарцева према Духовшчини, окружени делови кренули су преко Соловјева на Дњепар, а главнина је прешла реку 4. и 5. августа на одсеку од Јарцева до Јељње и на левој обали одмах посела положаје за одбрану.
Истовремено, Немци су од 1. до 3. августа код Рославља окружили и уништили део совјетске 28. армије, али су у даљем продору заустављени 8. августа на реци Десни од совјетске 43. армије. На десном крилу совјетског Западног фронта немачка 9. армија наставила је нападе у правцу Великије Луки и 22. августа пробила фронт на споју совјетске 22. и 29. армије и окружила део 22. армије: но тај део се пробио, прешао Западну Двину и у садејству са совјетском 29. армијом зауставио немачки продор. У току наредних борби совјетске снаге повратиле су 6. септембра Јељњу и на линији целог Резервног фронта прешле у одбрану. Тиме је битка код Смоленска завршена.

## Последице
Према совјетским подацима Црвена армија изгубила је 32.000 људи, 685 тенкова и 1.178 топова. Немачки губици нису познати. У самом граду Смоленску, од 7.900 регистрованих зграда, разорено је 7.600.